# Mugron
Mugron (Mugron en gascon) est une commune française, située dans le département des Landes en région Nouvelle-Aquitaine.
Le village est surnommé « le belvédère de la Chalosse » en raison de son altitude.

## Géographie

### Localisation
Commune située dans la Chalosse sur l'Adour.

### Communes limitrophes
Les communes limitrophes sont Gouts, Hauriet, Lahosse, Laurède, Lourquen, Nerbis, Saint-Aubin et Souprosse.
| Gouts    | Souprosse | Nerbis      |
| Laurède  | Mugron    | Hauriet     |
| Lourquen | Lahosse   | Saint-Aubin |

### Hydrographie
Le ruisseau du Moulin de Bordes, affluent droit de l'Adour, conflue sur la commune.

### Climat
Pour des articles plus généraux, voir Climat de la Nouvelle-Aquitaine et Climat des Landes.
Historiquement, la commune est exposée à un climat océanique aquitain.  
En 2020, Météo-France publie une typologie des climats de la France métropolitaine dans laquelle la commune est exposée à un climat océanique et est dans la région climatique  Aquitaine, Gascogne, caractérisée par une pluviométrie abondante au printemps, modérée en automne, un faible ensoleillement au printemps, un été chaud (19,5 °C), des vents faibles, des brouillards fréquents en automne et en hiver et des orages fréquents en été (15 à 20 jours).
Pour la période 1971-2000, la température annuelle moyenne est de 13,3 °C, avec une amplitude thermique annuelle de 13,9 °C. Le cumul annuel moyen de précipitations est de 1 140 mm, avec 12,5 jours de précipitations en janvier et 7,6 jours en juillet. Pour la période 1991-2020, la température moyenne annuelle observée sur la station météorologique la plus proche, située sur la commune de Bégaar à 12 km à vol d'oiseau, est de 13,8 °C et le cumul annuel moyen de précipitations est de 1 114,1 mm,. Pour l'avenir, les paramètres climatiques de la commune estimés pour 2050 selon différents scénarios d'émission de gaz à effet de serre sont consultables sur un site dédié publié par Météo-France en novembre 2022.

## Urbanisme

### Typologie
Au 1er janvier 2024, Mugron est catégorisée bourg rural, selon la nouvelle grille communale de densité à sept niveaux définie par l'Insee en 2022.
Elle est située hors unité urbaine et hors attraction des villes,.

### Occupation des sols

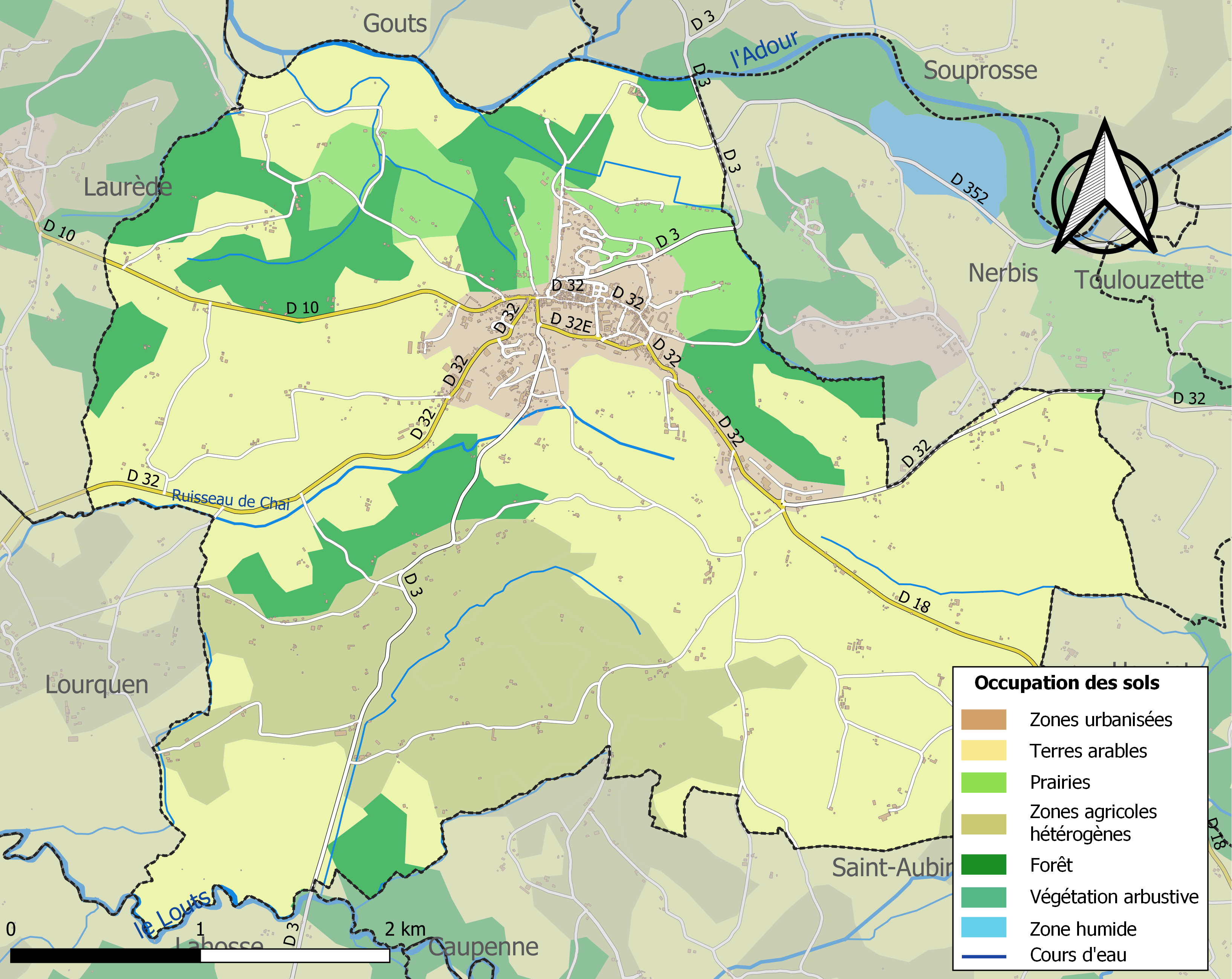
Carte des infrastructures et de l'occupation des sols de la commune en 2018 (CLC).

L'occupation des sols de la commune, telle qu'elle ressort de la base de données européenne d’occupation biophysique des sols Corine Land Cover (CLC), est marquée par l'importance des territoires agricoles (80 % en 2018), une proportion sensiblement équivalente à celle de 1990 (80,8 %). La répartition détaillée en 2018 est la suivante : terres arables (56,3 %), zones agricoles hétérogènes (18,3 %), forêts (13,8 %), zones urbanisées (6,2 %), prairies (5,4 %). L'évolution de l’occupation des sols de la commune et de ses infrastructures peut être observée sur les différentes représentations cartographiques du territoire : la carte de Cassini (XVIIIe siècle), la carte d'état-major (1820-1866) et les cartes ou photos aériennes de l'IGN pour la période actuelle (1950 à aujourd'hui).

### Risques majeurs
Le territoire de la commune de Mugron est vulnérable à différents aléas naturels : météorologiques (tempête, orage, neige, grand froid, canicule ou sécheresse), inondations, mouvements de terrains et séisme (sismicité faible). Un site publié par le BRGM permet d'évaluer simplement et rapidement les risques d'un bien localisé soit par son adresse soit par le numéro de sa parcelle.
Certaines parties du territoire communal sont susceptibles d’être affectées par le risque d’inondation par débordement de cours d'eau, notamment l'Adour, le ruisseau du Moulin de Bordes et le Louts. La commune a été reconnue en état de catastrophe naturelle au titre des dommages causés par les inondations et coulées de boue survenues en 1989, 1999 et 2009,.
Les mouvements de terrains susceptibles de se produire sur la commune sont des tassements différentiels.

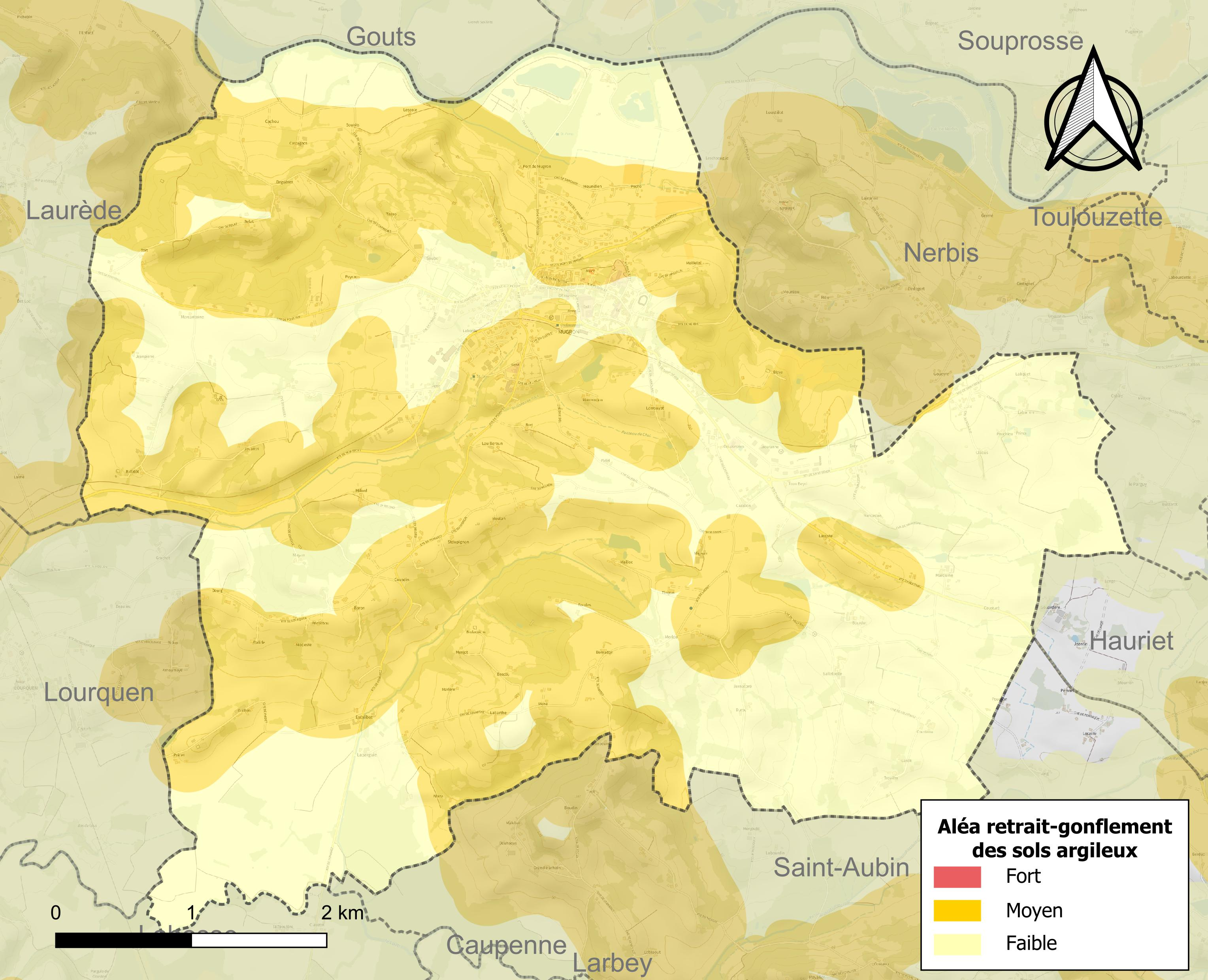
Carte des zones d'aléa retrait-gonflement des sols argileux de Mugron.

Le retrait-gonflement des sols argileux est susceptible d'engendrer des dommages importants aux bâtiments en cas d’alternance de périodes de sécheresse et de pluie. 54,5 % de la superficie communale est en aléa moyen ou fort (19,2 % au niveau départemental et 48,5 % au niveau national). Sur les 630 bâtiments dénombrés sur la commune en 2019,  329 sont en aléa moyen ou fort, soit 52 %, à comparer aux 17 % au niveau départemental et 54 % au niveau national. Une cartographie de l'exposition du territoire national au retrait gonflement des sols argileux est disponible sur le site du BRGM,.
Concernant les mouvements de terrains, la commune a été reconnue en état de catastrophe naturelle au titre des dommages causés par des mouvements de terrain en 1999, 2013 et 2019 et par des glissements de terrain en 1992.

## Histoire

### Héraldique
|  | Les armes de Mugron se blasonnent ainsi : D'azur au château d'or. |

## Politique et administration

### Liste des maires
| Période                                  | Période   | Identité                      | Étiquette   | Qualité                                                       |
| ---------------------------------------- | --------- | ----------------------------- | ----------- | ------------------------------------------------------------- |
| Les données manquantes sont à compléter. |           |                               |             |                                                               |
| 1834                                     | 1865      | Bernard, Roch, Marie Domenger |             | Conseiller général du canton de Mugron (1851-1865)            |
| Les données manquantes sont à compléter. |           |                               |             |                                                               |
| 1892                                     | 1919      | Alfred Degos                  | Républicain | Médecin Conseiller général du canton de Mugron (1892-1919)    |
| 1919                                     | 1941      | Francis Ducasse               | Rad.        | Médecin Conseiller général du canton de Mugron (1919-1940)    |
| 1941                                     | 1944      | René Soubaigné                | SFIO        | Conseiller général du canton de Mugron (1945-1952)            |
| Les données manquantes sont à compléter. |           |                               |             |                                                               |
| 1952                                     | 1965      | René Bats                     | SFIO        | Instituteur Conseiller général du canton de Mugron(1952-1970) |
| 1965                                     | 1989      | Francis Dangoumau             | PS          | Conseiller général du canton de Mugron (1970-1994)            |
| 1989                                     | mars 2008 | Christian Pontarrasse         | PS          | Instituteur Conseiller général du canton de Mugron(1998-2000) |
| mars 2008                                | 2020      | Éric Ducos                    | PS          | Responsable commercial EDF                                    |
| 2020                                     | En cours  | Marie-Christine Brettes       | PS          |                                                               |

### Jumelages
- Cintruénigo (Espagne)[21].

### Politique environnementale
Dans son palmarès 2015, le Conseil National des Villes et Villages Fleuris de France a attribué une fleur à la commune au Concours des villes et villages fleuris.

## Démographie
| 1793  | 1800  | 1806  | 1821  | 1831  | 1836  | 1841  | 1846  | 1851  |
| ----- | ----- | ----- | ----- | ----- | ----- | ----- | ----- | ----- |
| 3 123 | 2 135 | 2 388 | 2 377 | 2 610 | 2 451 | 2 190 | 2 203 | 2 188 |

| 1856  | 1861  | 1866  | 1872  | 1876  | 1881  | 1886  | 1891  | 1896  |
| ----- | ----- | ----- | ----- | ----- | ----- | ----- | ----- | ----- |
| 2 168 | 2 150 | 2 169 | 2 070 | 2 148 | 2 188 | 2 087 | 2 016 | 1 995 |

| 1901  | 1906  | 1911  | 1921  | 1926  | 1931  | 1936  | 1946  | 1954  |
| ----- | ----- | ----- | ----- | ----- | ----- | ----- | ----- | ----- |
| 1 918 | 1 992 | 1 874 | 1 810 | 1 795 | 1 751 | 1 687 | 1 562 | 1 553 |

| 1962  | 1968  | 1975  | 1982  | 1990  | 1999  | 2006  | 2008  | 2013  |
| ----- | ----- | ----- | ----- | ----- | ----- | ----- | ----- | ----- |
| 1 661 | 1 568 | 1 470 | 1 464 | 1 327 | 1 324 | 1 385 | 1 395 | 1 439 |

| 2018  | 2022  | - | - | - | - | - | - | - |
| ----- | ----- | - | - | - | - | - | - | - |
| 1 352 | 1 336 | - | - | - | - | - | - | - |

## Lieux et monuments
- Arènes de Condrette.
- Église Saint-Laurent de Mugron.

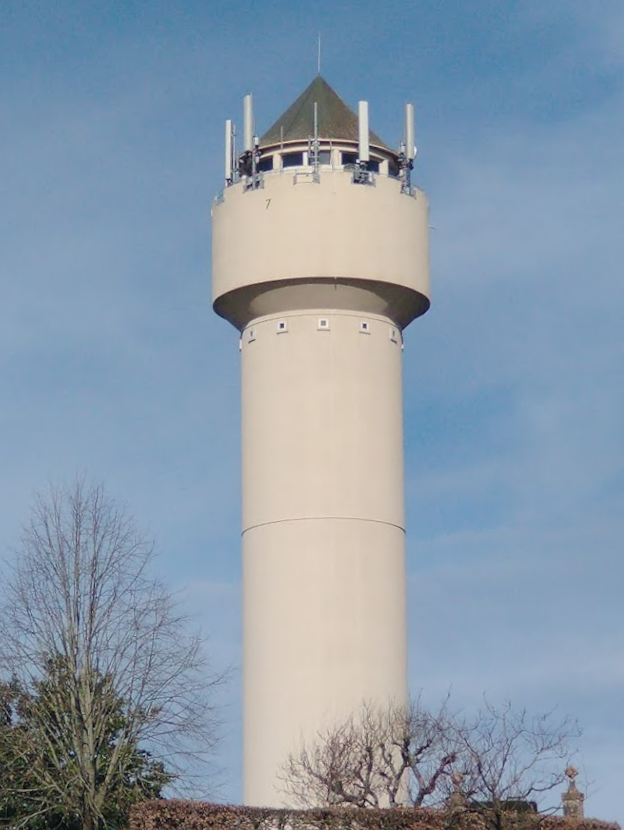
Chateau d'eau à Mugron (France) 2024

- Chapelle sépulcrale du cimetière de Mugron.
- Chai d'Antin, chai du XVIIe siècle présentant une charpente en chêne monumentale avec ses trois planchers de plus de 800 m2 chacun. Dans les années 1750, Servat, un bourgeois de Paris devenu collecteur de la dîme revenant au prieur de Nerbis, fait construire ce chai pour y entreposer les barriques de vin et sacs de grains ainsi collectés. En 1759, 484 barriques y sont entreposées. En 1790, il vend le bâtiment à Dominique et Bernard, cadets Domenger, négociants en vin, pour la somme de 15 000 livres. De 1864 à 1866, le chai sert de lieu de culte pendant la construction de l'église actuelle. Devenu propriété de Louis d'Antin, il change plusieurs fois de propriétaires[27].

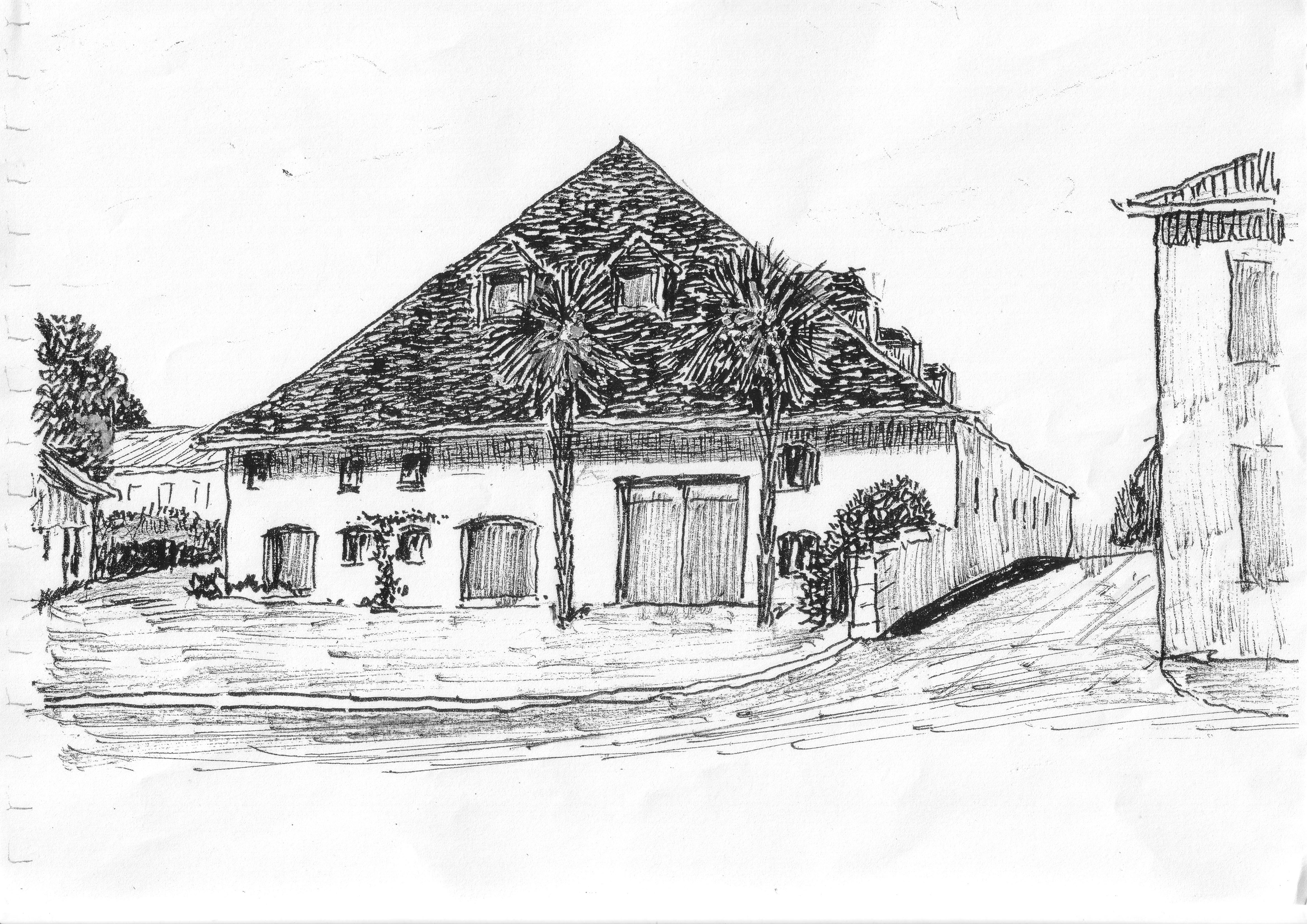
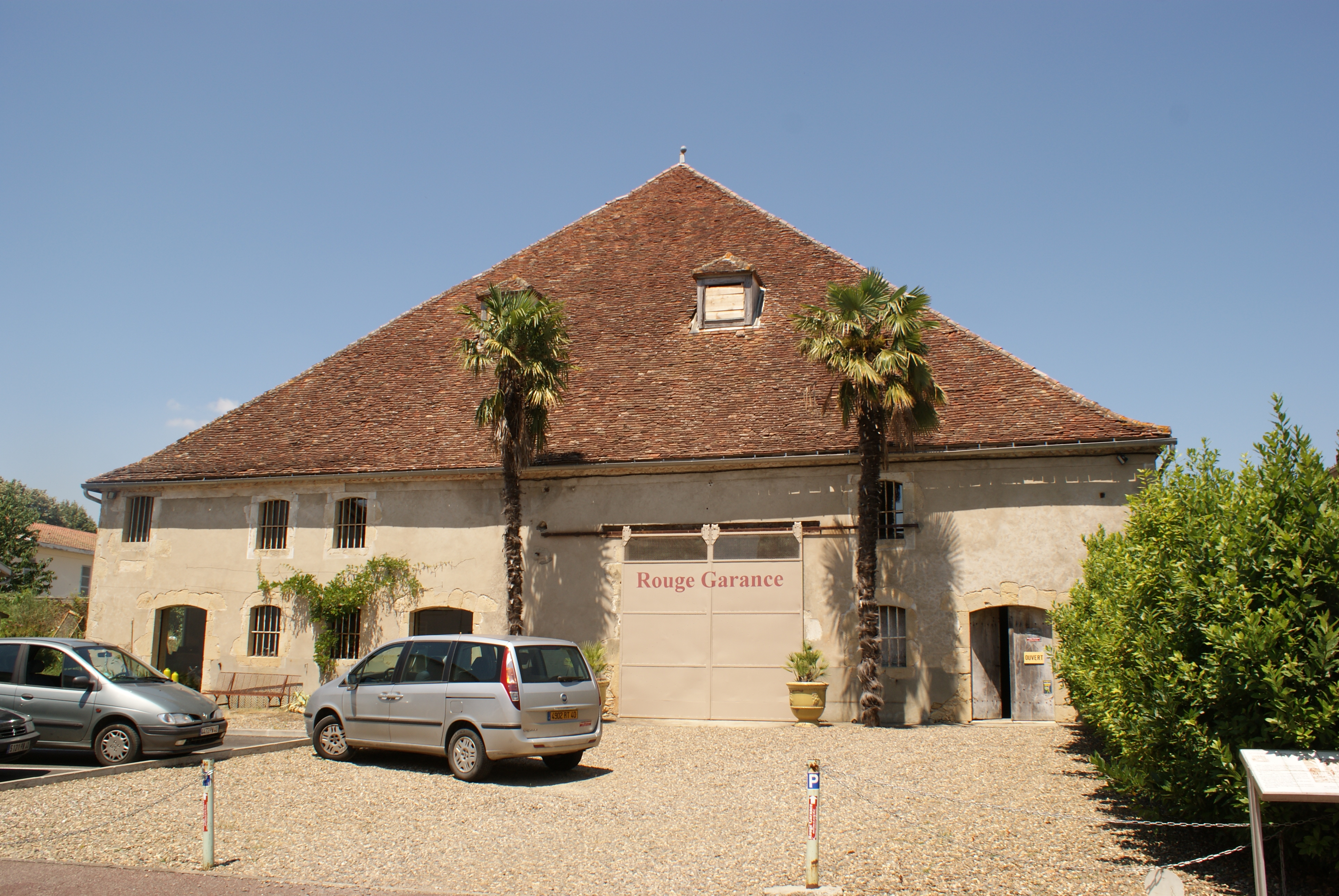
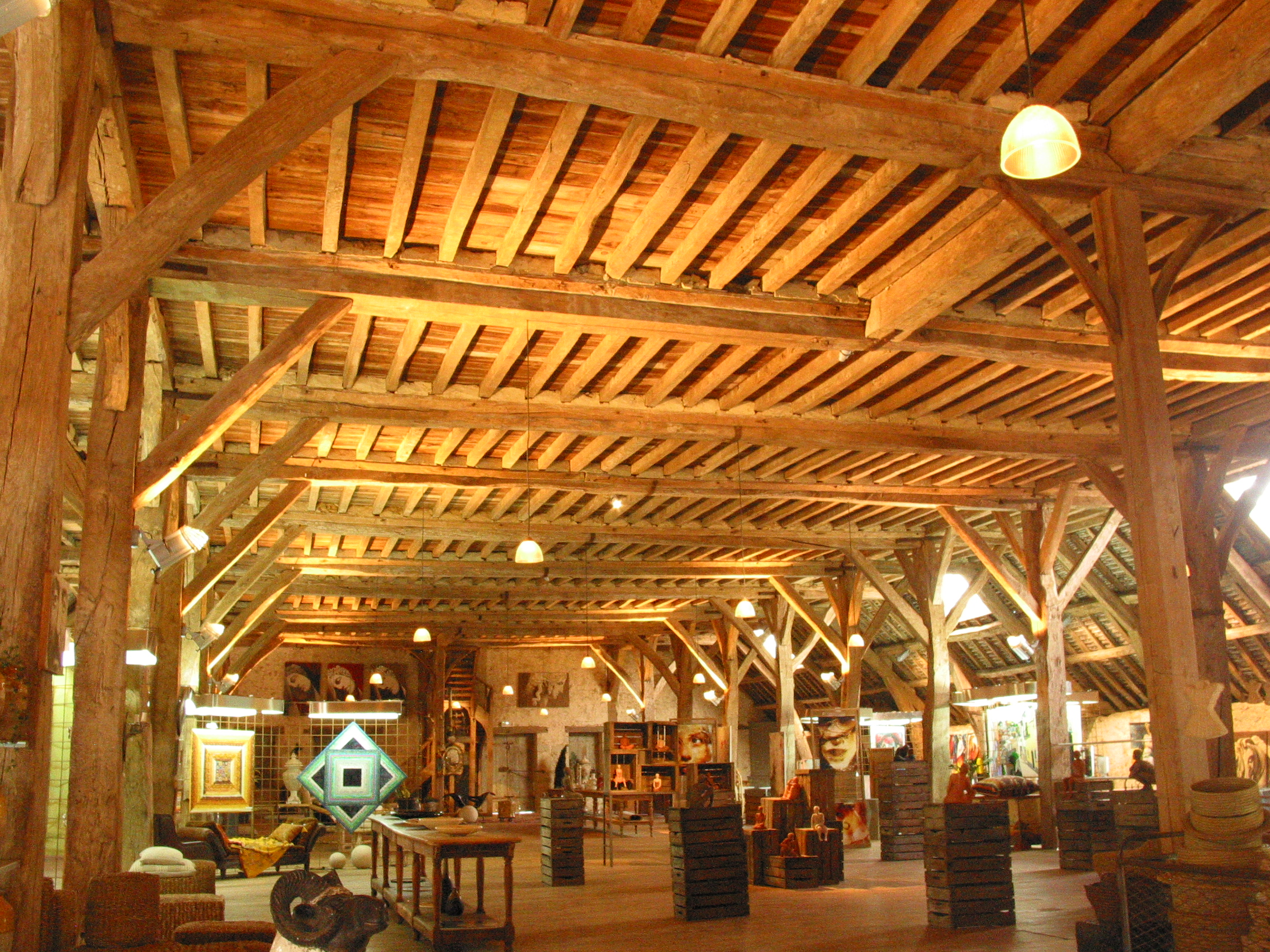
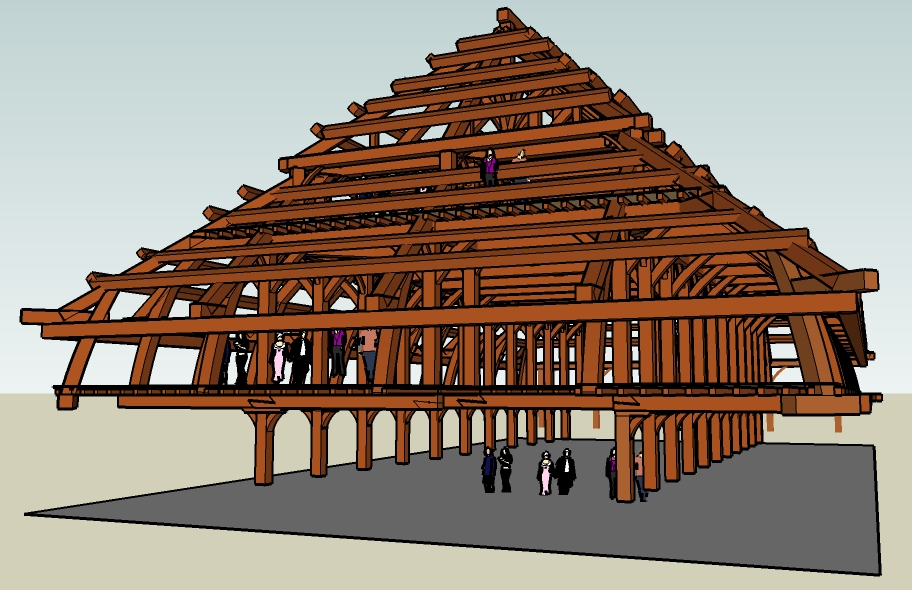

- Le château de Boucosse : ce manoir ou caverie[28] du XVIe se présente comme un édifice carré aux murs épais disposant d'une tour circulaire coiffée d'un dôme à l'impériale recouvert d'écailles en zinc.

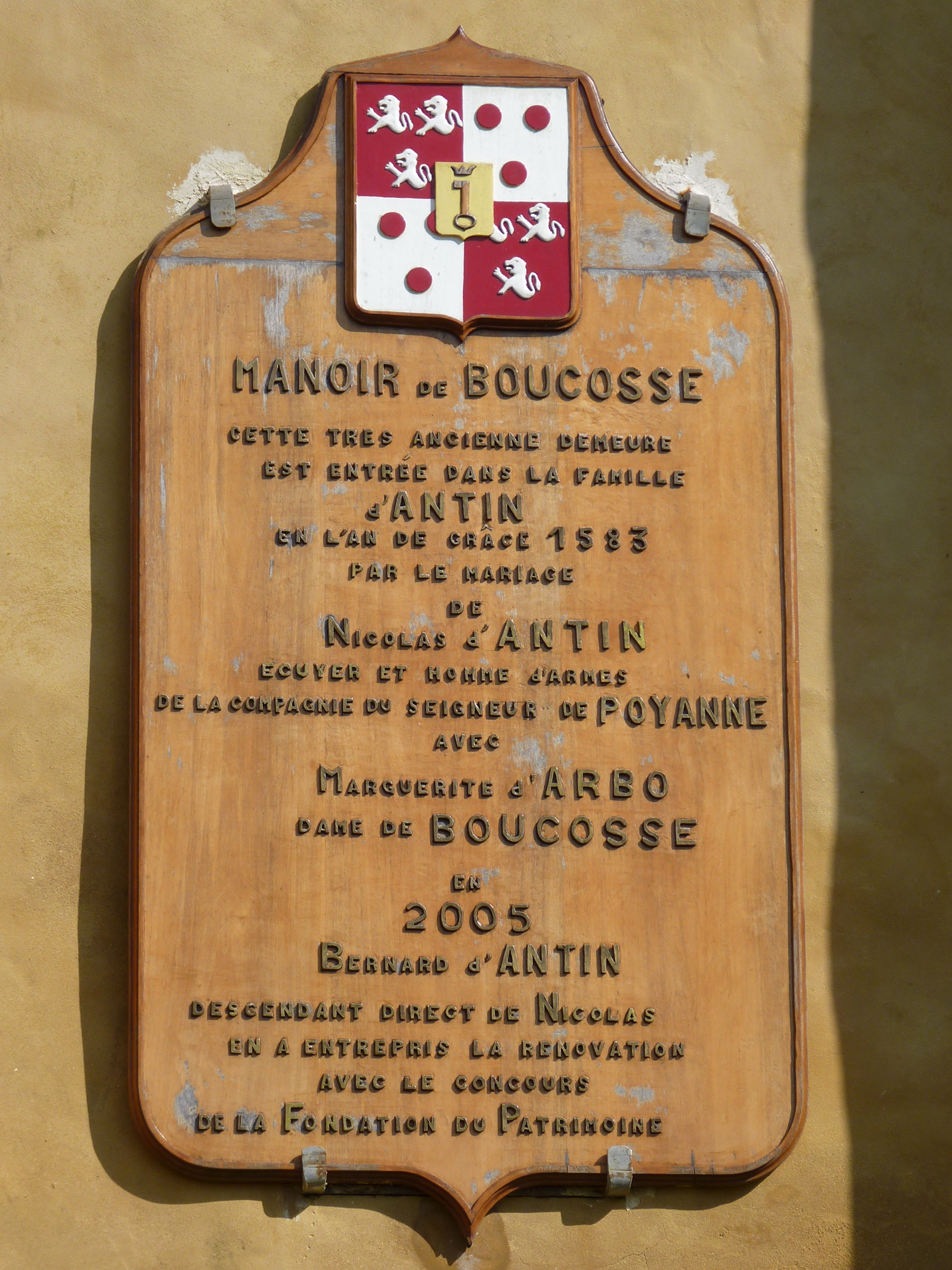
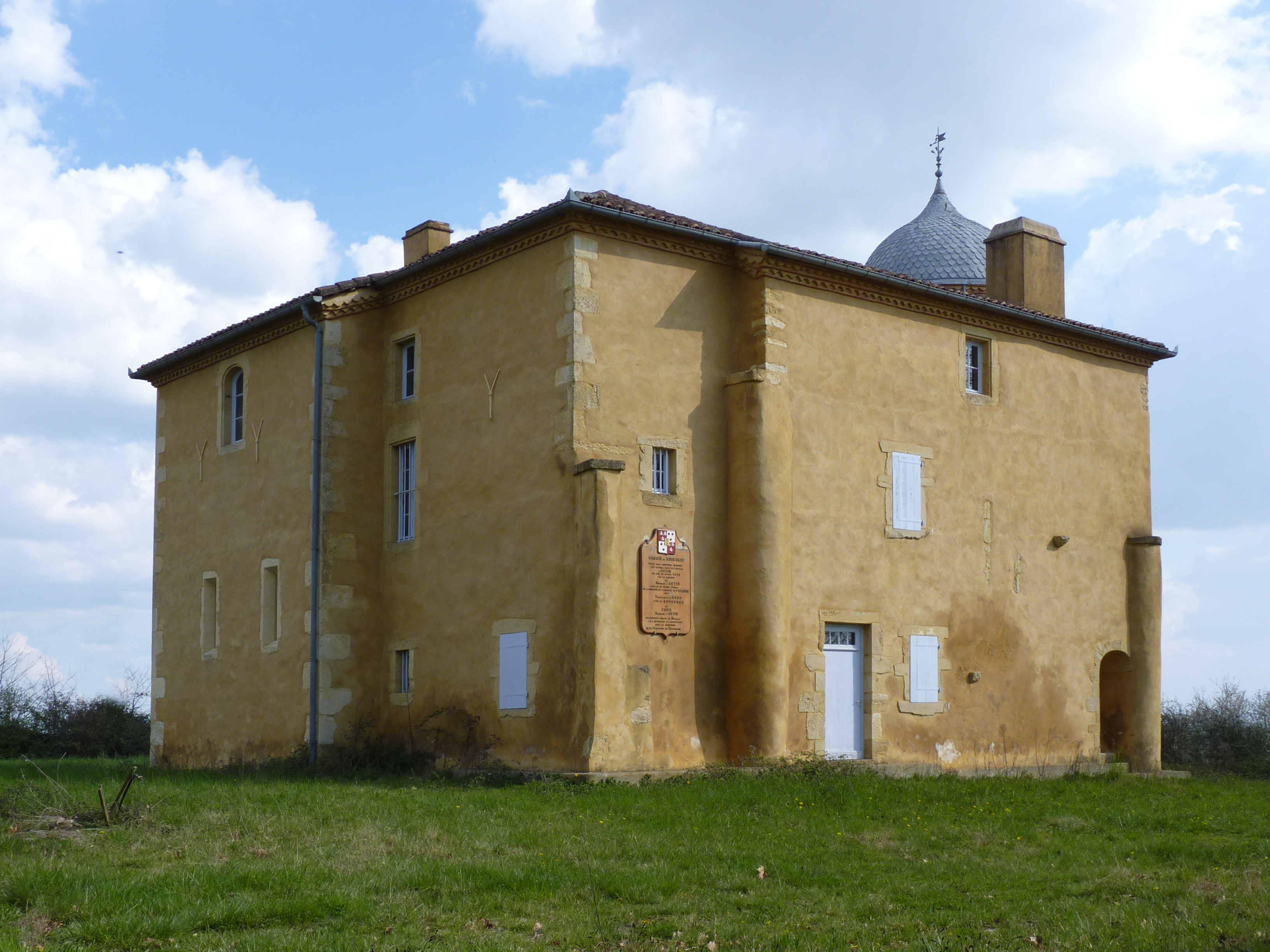
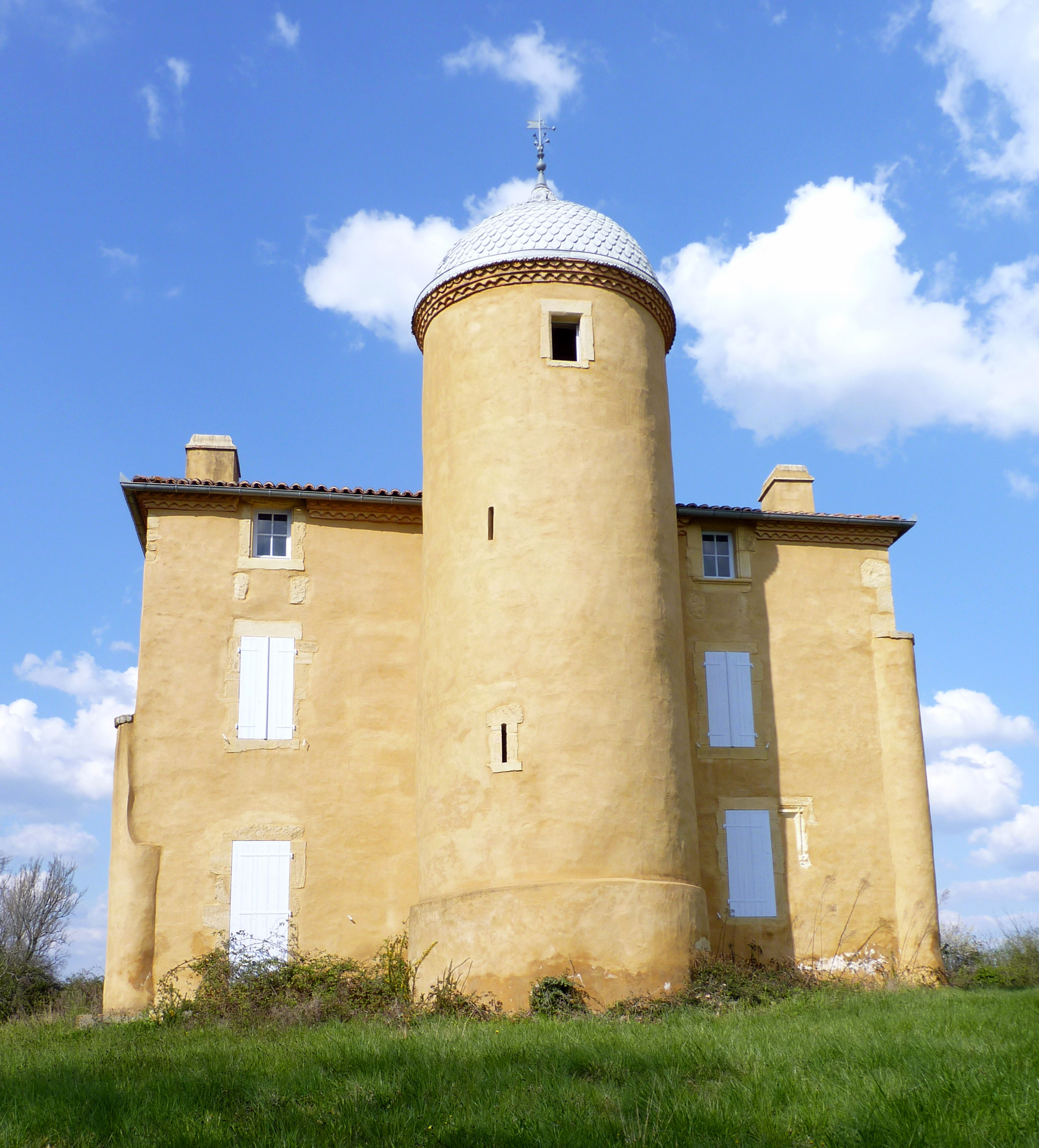
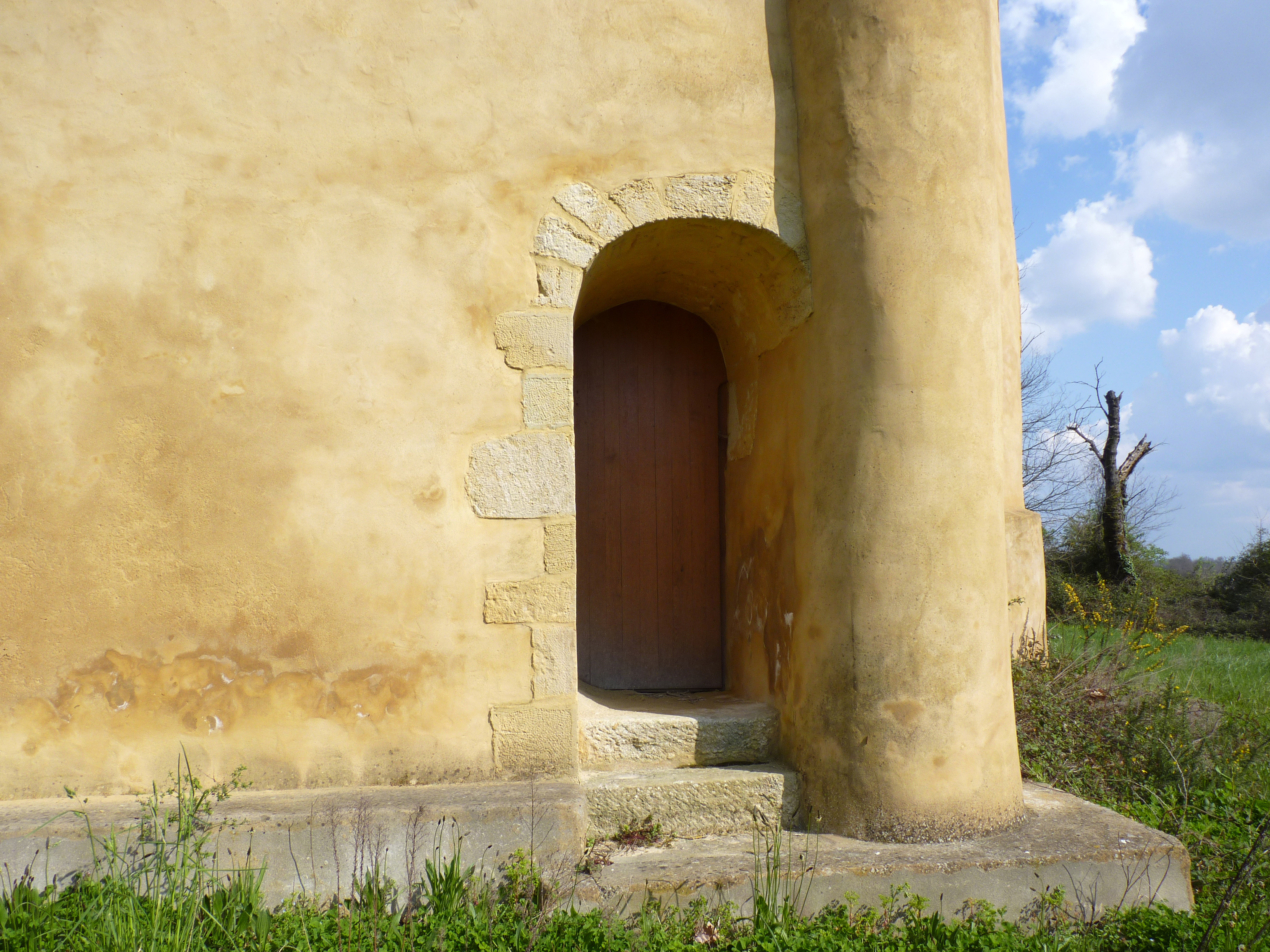

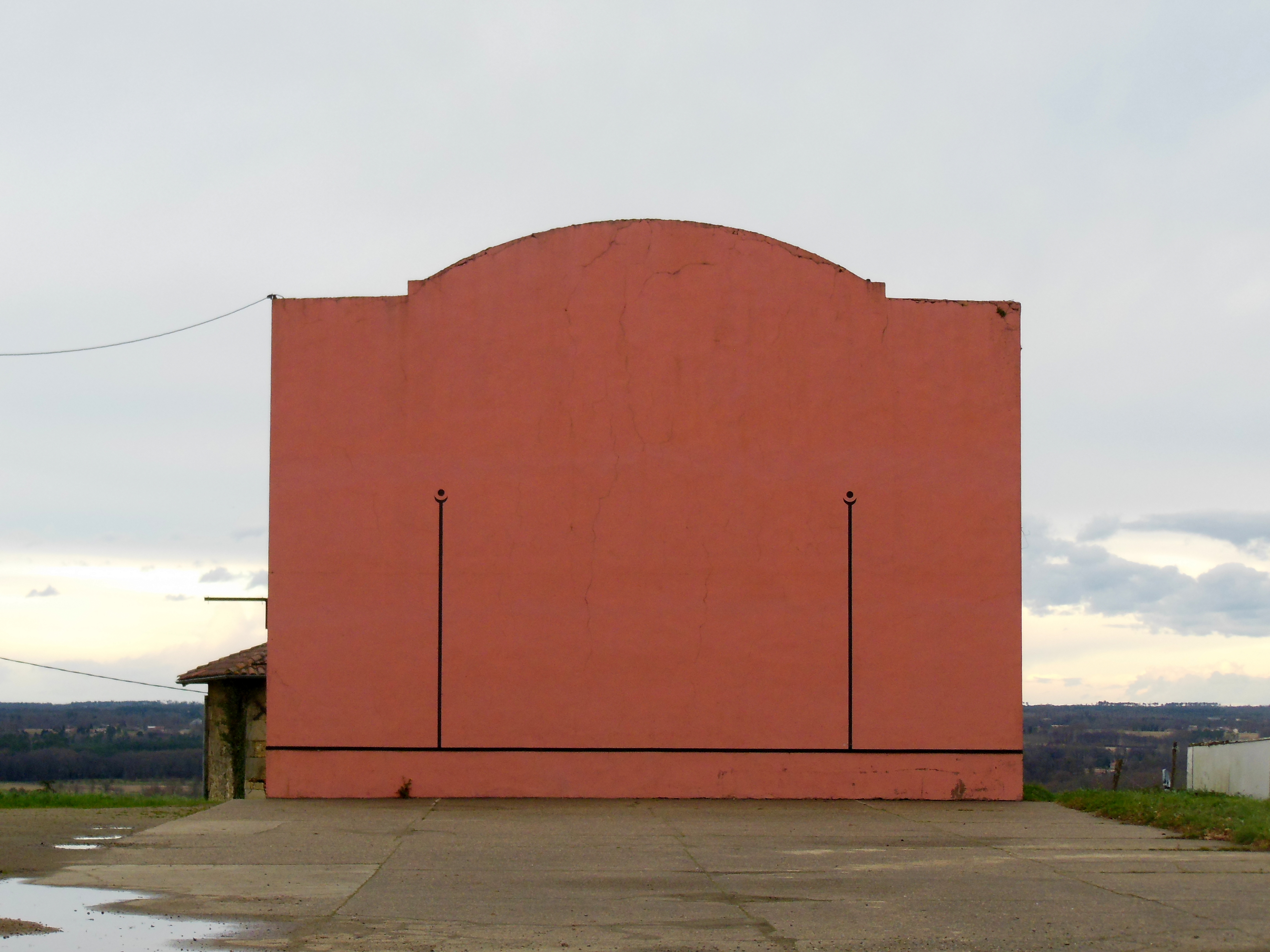
Fronton de Mugron.

- Le fronton : construit par la municipalité en 1907 sous l'appellation « ouvrage pour jouer au jeu de paume », il est particulièrement utilisé jusque dans les années 1960. On pratiquait sur la cancha (aire de jeu) des parties à main nue, à la raquette (pala) ou au gant d'osier (chistera). L'ouvrage est construit en pierre de Mugron, sable de l'Adour, ciment de Boulogne. Sa surface est de 100 m2, son volume de 64 m3[29].

Mugron a la particularité d'avoir été le dernier port navigable de l'Adour et, à ce titre, a accueilli par le passé de nombreux lieux de stockage pour le vin et autres productions locales très prisées dans les pays du nord de l'Europe.

## Personnalités liées à la commune

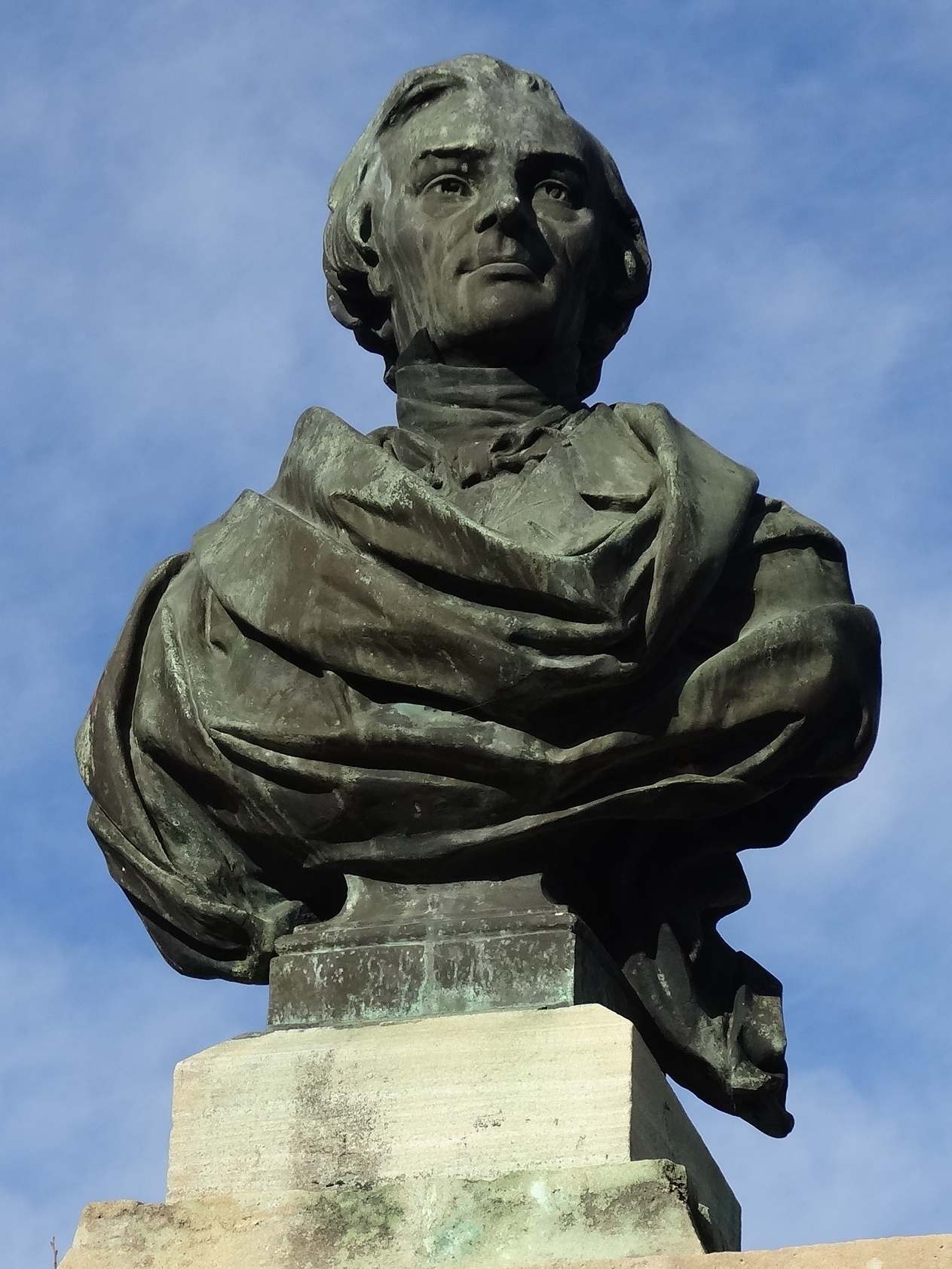
Buste de Frédéric Bastiat à Mugron.

- Jean de Dieu Pierre Antin d'Ars (1770-1840), homme politique, préfet des Basses-Pyrénées en 1814, député des Landes de 1815 à 1816
- Frédéric Bastiat (1801 - 1850), économiste, homme politique et polémiste libéral. Sa famille est originaire de Mugron et il y passa une grande partie de sa vie.
- Robert Degos, né le 8 novembre 1904 à Mugron et mort le 3 mai 1987 à Paris, dermatologue français qui a décrit plusieurs dermatoses et en particulier la maladie de Degos . Il devient professeur titulaire de la chaire des maladies cutanées et syphilitiques de la faculté de Paris le 1er janvier 1952, jusqu'à sa retraite en 1976.

## Vie pratique

### Enseignement
- Collège René Soubaigné
- Lycée professionnel agricole de Chalosse

### Culture
- Cinéma, géré par l'association Entracte[30] à but d'éducation populaire et laïque.

### Sports
Rugby à XV 
- Union Sportive Mugronnaise, créé en 1958[31]
  - Engagé en championnat de France de rugby à XV de 3e division fédérale 2017-2018
  - Champion de France de 3e division en 1973
  - Vice-champion de France Honneur en 1968
  - Champion Côte Basque-Landes Honneur en 1967
  - Champion Côte Basque-Landes Honneur en 1966

Gymnastique 
- Espoir Mugronnais

Ball-trap
- USMugron Ball-Trap
  - Champion départemental des clubs 2018